# Nervni agens
Nervni agensi su klasa organskih jedinjenja koja sadrži fosfor
(organofosfata) i koja ometa mehanizam prenosa poruka do organa. Poremećaj je uzrokovan blokiranjem acetilholinesteraze, enzima koji katalizuje razlaganje acetilholina, neurotransmitera.
Budući da su nervni agensi hemijska oružja, oni se klasifikuju kao oružja za masovno uništenje od strane Ujedinjenih Nacija u skladu sa UN rezolucijom 687 (osvojenom aprila 1991) i njihova proizvodnja i skladištenje je zabranjena po osnovu Konvencije o hemijskom oružju iz 1993; Konvencija o hemijskom oružju je zvanično stupila na snagu 29. aprila 1997. Upotreba opasnih gasova u vođenju rata je zabranjena ugovorima koji su već u Haškim konvencijama iz 1899 i 1907 i Ženevskim protokolom iz 1925.
Trovanje nervnim gasom dovodi do kontrakcije zenica, obilne salivacije, konvulzija, nekontrolisane urinacije i defekacije, i zatim smrti usled asfiksije pošto se gubi kontrola nad respiratornim mišićima. Pojedini nervni agensi lako isparavaju ili se pretvaraju u aerosol, i stoga je primarni put unosa u telo kroz respiratorni sistem. Nervni agensi isto tako mogu da budu apsorbovani kroz kožu, zbog čega osobe koje su u opasnosti od podvrgavanja takvim sredstvima treba da nose zaštitno odelo koje pokriva celokupno telo, a ne samo respirator.

## Biološki efekti
Kao što njihov naziv sugeriše, nervni agensi napadaju nervni sistem ljudskog tela. Svi ovi agensi funkcionišu na isti način: putem inhibicije enzima acetilholinesteraza, koji je odgovoran za razlaganje acetilholina (ACh) u sinapsama. ACh proizvodi signal za kontrakciju mišića, te ako taj molekul ne može da bude razložen, onemogućena je relaksacija mišića.
Inicijalni simptomi nakon izlaganja nervnim agensima (poput sarina) su curenja nosa, stezanje u grudima, i sužavanje zenica. Uskoro nakon toga žrtva ima poteškoća sa disanjem, oseća mučninu i prekomerno izlučuje pljuvačku. Dok žrtva nastavlja da gubi kontrolu na svojim telesnim funkcijama, ona nevoljno balavi, suzi, mokri, prazni creva, oseća gastrointestinalni bol i povraća. Isto tako može doći do stvaranja plikova i zapaljenja očiju i/ili pluća. Ovoj fazi slede inicijalno mioklonski trzaji, čemu sledi status epileptikus. Smrt nastupa u obliku kompletne respiratorne depresije, najverovatnije putem prekomerne periferne aktivnosti u nervno-mišićnim spojevima dijafragme.
Efekti nervnih agenasa su veoma dugotrajni i povećavaju se sa sukcesivnim izlaganjima. Osobe koje prežive trovanje nervnim agensom se skoro uvek suočavaju sa hroničnim neurološkim oštećenjima. Ta neurološka oštećenja mogu da dovedu do trajnih psihijatrijskih efekata.

### Mehanizam dejstva
Kad se normalno funkcionišući motorni nerv stimuliše, on otpušta neurotransmiter acetilholin, čime se transmituje impuls do mišića ili organa. Nakon slanja impulsa enzim acetilholinesteraza odmah razlaže acetilholin do bi se omogućila relaksacija mišića ili organa.
Nervni agensi ometaju rad nervnog sistema putem inhibiranja funkcionisanja enzima acetilholinesteraze, tako što formiraju kovalentnu vezu, umesto da se razlažu poput acetilholina (oni ne podležu hidrolizi). Posledica toga je da se acetilholin nakuplja i nastavlja da deluje, čime se nervni impulsi neprekidno transmituju i kontrakcije mišića ne prestaju. Isti tip dejstva se javlja u žlezdama i organima, posledica čega je nekontrolisano otpuštanje pljuvačke, suza (lakrimacija) i prekomerna produkcija sluzi u nosu (rinoreja).
Strukture kompleksa somana (jednog od najtoksičnijih nervnih agenasa) sa acetilholinesterazom iz Torpedo californica su rešene pomoću rendgenske kristalografije (PDB kodovi: 2wfz, 2wg0, 2wg1, i 1som). Mehanizam dejstva somana se može videti na primeru 2wfz.

### Protivotrovi
Atropin i srodni antiholinergički lekovi deluju kao protivotrovi za trovanje nervnim agensima pošto oni blokiraju acetilholinske receptore, mada su oni otrovni sami po sebi. (Neki sintetički antiholinergici, kao što je biperiden, mogu da ponište centralne simptome trovanja nervnim agensom bolje od atropina, pošto oni prolaze kroz krvno-moždanu barijeru bolje od atropina.) Dok ti lekovi mogu da spasu život osobe pod dejstvom nervnog agensa, ta može da bude kratkotrajno ili dugotrajno onesposobljena, u zavisnosti od količine izlaganja. Rezultat primene atropina je čišćenje bronhijalnih sekrecija. Atropin za terensku upotrebu od strane vojnog osoblja je obično upakovan u obliku samoubrizgavača, radi lake primene u stresnim okolnostima.
Pralidoksim hlorid, takođe poznat kao 2-PAM hlorid, se isto tako koristi kao protivotrov. Umesto da se suprotstavlja inicijalnom dejstvu nervnog agensa na nervni sistem poput atropina, pralidoksim hlorid reaktivira zatrovani enzim (acetilholinesterazu) uklanjanjem fosforilne grupe vezane za funkcionalnu hidroksilnu grupu enzima. Mada je ovaj lek bezbedniji za upotrebu, za njegovo dejstvo je potrebno više vremena.
Obnavljanje acetilholinesteraza pomoću pralidoksim hlorida je efektivnije na nikotinskim receptorima, dok je blokiranje acetilholina atropinom efektivnije na muskarinskim receptorima. Često se ozbiljni slučajevi trovanja tretiraju sa oba leka.

### Protivmere u razvoju
Butirilholinesteraza je profilaktička protivmera protiv organofosfatnih nervnih agenasa. Ona vezuje nervni agens u krvotoku pre nego što deluje na nervni sistem. Pošto je ona biološko sredstvo za uklanjanje (i univerzalna meta), ona je trenutno jedini terapeutski agens koji je efektivan u pružanju kompletne stehiometrijske zaštite protiv celokupnog spektra organofosfatnih nervnih agenasa.

## Klase
Postoje dve glavne klase nervnih agenasa. Članovi ove dve klase imaju zajednička svojstva i dodeljena su im trivijalna imena (kao što je sarin) i dvoslovni NATO identifikator (kao što je GB).

### G-serije
G-serija je tako nazvana zato što su ta jedinjenja prvi sintetisali nemački (engl. German) naučnici. Agensi G serije su poznati kao nepersistentni, dok su agensi V serije persistentni. Sva jedinjenja ove klase su otkrivena i sintetisana tokom ili pre Drugog svetskog rata, pod nazorom Gerharda Šradera (koji je kasnije radio za IG Farben).
Ova serija je prva i najstarija familija nervnih agenasa. Prvo sintetisano jedinjenje ove klase je bio GA (tabun) 1936. godine. Nakon toga je otkriven GB (sarin) 1939. godine, čemu je sledio GD (soman) 1944, i konačno manje poznati GF (ciklosarin) 1949. GB je jedini G agens koji je korišten u SAD kao municija, posebno u raketama, vazdušnim bombama, i artiljerijskim granatama.

### V-serije
Dr. Ranajit Goš, hemičar u Laboratoriji za zaštitu bilja firme Imperial Chemical Industries (ICI) je istraživao klasu organofosfatnih jedinjenja (organofosfatnih estara supstituisanih aminoetantiola). Poput Gerharda Šradera, Goš je utvrdio da su oni veoma efektivni pesticidi. Godine 1954, ICI je plasirao jedan od njih na tržište pod prodajnim imenom Amiton. Proizvod je povučen sa tržišta, jer je bio suviše toksičan za bezbednu primenu. Toksičnost nije ostala nezapažena i neki od toksičnijih materijala su zapravo poslati u istraživački zavod Britanskih oružanih snaga u Porton Dounu za procenu. Nakon završetka evaluacije, nekoliko članova ove klase jedinjenja je formiralo novu grupu nervnih agenasa, V agense (u zavisnosti od izvora, V označava pobedu, otrovnost ili viskoznost (engl. Victory, Venomous, Viscous). Najpoznatiji članovi ove grupe su verovatno VX, i ruski V-gas (Amiton je manje poznat kao VG). Ova klasa jedinjenja se u nekim izvorima naziva Tamelinskim estrima, po Lars-Erik Tamelinu sa Švedskog nacionalnog odbrambenog istraživačkog instituta.
V-serija je druga familija nervnih agenasa i sadrži pet članova: VE, VG, VM, VR, i VX, zajedno sa nekoliko manje poznatih analogа kao što je VP. Najbolje izučeni agens ove familije, VX, je otkriven tokom 1950-tih u Porton Dounu u Ujedinjenom Kraljevstvu.
VP (3,3,5-Trimetilcikloheksil-3-piridilmetilosfonat) je nervni agens "V-serije" koji je blisko srodan sa poznatijim jedinjenjem VX. Poput većine nervnih agenasa "V-Serije", izuzev VX, VP je izučavan izvan domena vojne nauke.
Svi V-agensi su persistentni agensi, drugim rečima oni se lako ne degradiraju ili ispiraju. Oni mogu da se zadrže na odeći i drugim površinama tokom dužih perioda. Pri primeni, ovo svojstvo omogućava V-agensima da se koriste za pokrivanje terena s ciljem navođenja ili otežavanja kretanja neprijateljskih kopnenih snaga. Konzistencija ovih agenasa je slična ulju; stoga je opasnost od kontakta sa V-agensim prvenstveno dermalna, mada su drugi vidovi kontakta mogući. VX je jedini agens V-serije koji je korišten u američkoj municiji, što obuhvata rakete, artiljerijske granade, avionske spremnike za raspršivanje, i nagazne mine.

### Novičok agensi
Novičok (ruski za "došljak") agensi su serija organofosfatnih jedinjenja koja su razvijena u Sovjetskom Savezu u periodu od sredine 1960-tih do 1990-tih. Cilj ovog programa je bio razvoj i proizvodnja visoko smrtonosnih hemijskih oružja koja se nepoznata na Zapadu. Ovi novi agensi su dizajnirani da budu neprimetni za standardnu NATO opremu za hemijsku detekciju i da poražavaju hemijsku zaštitnu opremu.
Pored novorazvijene "treće generacije" oružja, binarne verzije nekoliko Sovjetskih agenata su razvijene i dizajnirane kao "Novičok" agensi.

### Insekticidi
Brojni insekticidi, uključujući karbamate i organofosfate, kao što su dihlorvos, malation i paration, su nervni agensi. Metabolizam insekata je dovoljno različit od metabolizma sisara da ta jedinjenja imaju malo uticaja na ljude i druge sisare pri podesnim dozama; mada dugotrajni efekti izlaganja ovim hemikalijama ratara i životinja nisu dovoljno razjašnjeni. Pri dovoljno visokim dozama, međutim, može doći do akutne toksičnosti i smrti putem istog mehanizma, kao i kod drugih nervnih agenasa. Organofosfatno pesticidno trovanje je glavni uzrok invaliditeta u mnogim zemljama u razvoju, i često je preferentni metod samoubistva.

## Literatura
- Borkin, Joseph . The Crime and Punishment of IG Farben. New York: Free Press. 1978. ISBN 978-0-02-904630-2., available for download in Australia (as it is out-of-print) see „this link”. Архивирано из оригинала 08. 12. 2004. г..
- Clarke, Robin (1969). We all fall down: the prospects of biological and chemical warfare. Penguin. ISBN 978-0-14-021121-4.
- E-Medicine. (June 29, 2004). CBRNE – Nerve Agents, V-series: Ve, Vg, Vm, Vx. Приступљено Oct. 23, 2004.
- E-Medicine. (June 30, 2004). CBRNE – Nerve Agents, G-series: Tabun, Sarin, Soman. Приступљено Oct. 23, 2004.
- Mitretek Systems. (May 2004). „Short History of the Development of Nerve Gases”. Архивирано из оригинала 06. 09. 2002. г.. Приступљено Oct. 23, 2004.
- Paxman, J.; Harris, R.. A Higher Form of Killing: The Secret History of Chemical and Biological Warfare. 2002. ISBN 978-0-8129-6653-4. (2002 Rando edition). Random House Press. .
- United States Senate, 103d Congress, 2d Session. (May 25, 1994). „The Riegle Report”. Архивирано из оригинала 06. 07. 2012. г.. Приступљено Nov. 6, 2004.
- Organisation for the Prohibition of Chemical Weapons – Nerve Agents. „Nerve Agents”. Архивирано из оригинала 27. 09. 2008. г.
- History of fluorophosphates as related to the development of nerve agents in Germany, Great Britain and the U.S.A.
- C. H. Gunderson; C. R. Lehmann; F. R. Sidell; B. Jabbari (1992). „Nerve agents: a review”. Neurology. 42 (5): 946—950. PMID 1315942. doi:10.1212/WNL.42.5.946. Архивирано из оригинала 19. 1. 2005. г. Приступљено 27. 10. 2016.
- Buckley, N. A.; Roberts, D.; Eddleston, M. (2004). „Overcoming apathy in research on organophosphate poisoning”. BMJ (Clinical Research Ed.). 329 (7476): 1231—3. PMC 529372 . PMID 15550429. doi:10.1136/bmj.329.7476.1231.

## Spoljašnje veze
- ATSDR Case Studies in Environmental Medicine: Cholinesterase Inhibitors, Including Pesticides and Chemical Warfare Nerve Agents Архивирано на веб-сајту  (6. јун 2011) U.S. Department of Health and Human Services
- Nervegas: America's Fifteen-year Struggle for Modern Chemical Weapons „Army Chemical Review” (PDF). Архивирано из оригинала 12. 08. 2006. г.
- History Note: The CWS Effort to Obtain German Chemical Weapons for Retaliation Against Japan „CBIAC Newsletter” (PDF). Архивирано из оригинала (PDF) 09. 09. 2008. г.
- AChE inhibitors and substrates – 2wfz, 2wg0, 2wg1, 1som in Proteopedia